# Lista episoadelor din Angry Birds Toons
Aceasta este o listă a episoadelor din Angry Birds Toons creată de Rovio Entertainment. Cu un total de 52 de episoade de trei minute au fost lansate pentru primul sezon, Rovio Entertainment lansând un episod pe săptămână între 16 martie 2013 și 8 martie 2014.
Fiecare episod a avut premiera pe serviciile Comcast la cerere și smart TV-urile de la Samsung și a fost difuzat la televiziune în 12 țări cu o zi înainte de lansarea sa la toate aplicațiile din seria Angry Birds pentru smartphone-uri și tablete.
Un al doilea sezon al serialului, format din 26 de episoade, a avut premiera între 19 octombrie 2014 și 12 aprilie 2015. 

## Ansamblu
| Sezon | Sezon | Episoade | Difuzat original (SUA) | Difuzat original (SUA) |
| Sezon | Sezon | Episoade | Premiera sezonului     | Sfârșitul sezonului    |
| ----- | ----- | -------- | ---------------------- | ---------------------- |
|       | 1     | 52       | 16 martie 2013         | 8 martie 2014          |
|       | 2     | 26       | 19 octombrie 2014      | 12 aprilie 2015        |
|       | 3     | 26       | 1 octombrie 2015       | Va fi anunțat          |

## Episoade

### Sezonul 1 (2013 - 2014)
| Nr. în serial | Nr. în sezon | Titlu                                                     | Regizat de                                      | Compus de                                      | Difuzare originală |
| --- | ------------ | --------------------------------------------------------- | ----------------------------------------------- | ---------------------------------------------- | ------------------ |
| 1 | 1            | „Chuck Time (Timpul lui Chuck)”                           | Kim Helminen                                    | Niklas Lindgren și Ian Carney                  | 16 martie 2013     |
| Când Chuck îl împinge accidental pe Red de pe un munte, cursa este de a-l salva înainte de a se lovi de pamânt. |              |                                                           |                                                 |                                                |                    |
| 2 | 2            | „Where's My Crown? (Unde-i Coroana Mea?)”                 | Kim Helminen                                    | Niklas Lindgren și Ian Carney                  | 23 martie 2013     |
| Când Regele porcilor își pierde coroana, el a aflat cum este să fii confundat. |              |                                                           |                                                 |                                                |                    |
| 3 | 3            | „Full Metal Chuck”                                        | Kim Helminen                                    | Ian Carney                                     | 30 martie 2013     |
| Chuck îi pune pe Blues într-o cursă militară, dar cine va câștiga? |              |                                                           |                                                 |                                                |                    |
| 4 | 4            | „Another Birthday (O altă zi de Naștere)”                 | Kim Helminen                                    | Samuli Valkama și Ian Carney                   | 6 aprilie 2013     |
| Este o zi specială pentru unul dintre porci, dar ceilalți știu sau măcar le pasă? |              |                                                           |                                                 |                                                |                    |
| 5 | 5            | „Egg Sounds (Sunetele Ouălelor)”                          | Kim Helminen                                    | Samuli Valkama și Ian Carney                   | 13 aprilie 2013    |
| Păsările sunt încântate atunci când ouăle încep să vorbească, dar cine le păcălește? |              |                                                           |                                                 |                                                |                    |
| 6 | 6            | „Pig Talent (Talentul Porcilor)”                          | Kim Helminen                                    | Niklas Lindgren și Ian Carney                  | 20 aprilie 2013    |
| Este timpului show-ului de talente în Orașul Porcilor, dar cu Regele Porc ca judecător, concurenții au o mulțime de motive de a fi nervoși. |              |                                                           |                                                 |                                                |                    |
| 7 | 7            | „Cordon Bleugh!”                                          | Chris Salder și Kim Helminen                    | Niklas Lindgren și Ian Carney                  | 27 aprilie 2013    |
| Vor avea păsările curajul de a spune Matildei ce cred ei despre talentul ei la gătit? |              |                                                           |                                                 |                                                |                    |
| 8 | 8            | „True Blue? (Albastru cu Adevărat?)”                      | Kim Helminen                                    | Niklas Lindgren și Ian Carney                  | 4 mai 2013         |
| Un porc deghizat reușește să se împrietenească cu Blues, dar știu ei cine este el cu adevărat? |              |                                                           |                                                 |                                                |                    |
| 9 | 9            | „Do as I Say! (Fă cum Spun eu!)”                          | Eric Guaglione                                  | Ian Carney și Eric Guaglione                   | 11 mai 2013        |
| Matilda încearcă să-i învețe pe Blues cum să se comporte, dar ea va fi la fel de bună ca și atunci când atacă porcii? |              |                                                           |                                                 |                                                |                    |
| 10 | 10           | „Off Duty (Liber)”                                        | Eric Guaglione                                  | Samuli Valkama, Ian Carney și Eric Guaglione   | 18 mai 2013        |
| Când Red este plecat, păsările cred că au șansa de a se juca. |              |                                                           |                                                 |                                                |                    |
| 11 | 11           | „Slingshot 101 (Praștia 101)”                             | Chris Sadler și Kari Juusonen                   | Niklas Lindgren, Ian Carney și Eric Guaglione  | 25 mai 2013        |
| Red îi învață pe Blues o lecție, atunci când el îi vede că se joacă cu praștia, dar el află că porcii îi furau ouăle! |              |                                                           |                                                 |                                                |                    |
| 12 | 12           | „Thunder Chuck (Fulgerul Chuck)”                          | Kim Helminen                                    | Ian Carney                                     | 1 iunie 2013       |
| Chuck este la gardă în timpul unei furtuni mari, dar nu vrea ca Red să afle că el este speriat de fulgere. |              |                                                           |                                                 |                                                |                    |
| 13 | 13           | „Gardening with Terence (Grădinărit cu Terence)”          | Eric Guaglione                                  | Ian Carney, Stuart Kenworthy și Smauli Valkama | 8 iunie 2013       |
| Terence face umbră peste florile Matildei. Poate să-l mute înainte ca florile ei să nu se ofilească? |              |                                                           |                                                 |                                                |                    |
| 14 | 14           | „Dopeys on a Rope (Nacrotizanți pe o Frânghie)”           | Chris Sadler                                    | Stuart Kenworthy                               | 15 iunie 2013      |
| Porcii planifică un atac prin surprindere de pe un munte, dar Blues intervin! |              |                                                           |                                                 |                                                |                    |
| 15 | 15           | „Trojan Egg (Oul Troian)”                                 | Eric Guaglione                                  | Ian Carney, JP Saari și Eric Guaglione         | 22 iunie 2013      |
| Regele Porc se ascunde într-un ou uriaș. Vor ști păsările ce se întâmplă? |              |                                                           |                                                 |                                                |                    |
| 16 | 16           | „Double Take (Dublu Luat)”                                | Chris Sadler și Kari Juusonen                   | Chris Sadler și JP Saari                       | 29 iunie 2013      |
| Blues se deghizează ca ouăle doar de distracție. Porcii iau păsările și credeau că sunt ouă reale, apoi alți porci intră în cuib și pretind a fi ouă, de asemenea. Matilda este acum împrăștiată!                                                     |              |                                                           |                                                 |                                                |                    |
| 17 | 17           | „Crash Test Piggies (Testul de Prăbușire al Porcilor)”    | Kim Helminen                                    | Stuart Kenworthy                               | 6 iulie 2013       |
| Porcul cu cască încearcă să-i pună pe porci să fure ouăle false, dar iese un dezastru! |              |                                                           |                                                 |                                                |                    |
| 18 | 18           | „Slappy-Go-Lucky (Du-te Norocos)”                         | Chris Sadler                                    | Ian Carney                                     | 13 iulie 2013      |
| Ultima invenție a profesorului porc se dovedește a fi bună până când se face dezastru! |              |                                                           |                                                 |                                                |                    |
| 19 | 19           | „Sneezy Does It (Snezzy Face)”                            | Kari Juusonen                                   | Stuart Kenworthy                               | 20 iulie 2013      |
| Un porc încearcă să îl care pe Regele porc până la palat. Totul iese bine, până când apare o albină! |              |                                                           |                                                 |                                                |                    |
| 20 | 20           | „Run Chuck Run (Fugi Chuck fugi)”                         | Chris Sadler                                    | Stuart Kenworthy                               | 27 iulie 2013      |
| Păsările sunt fericite pentru Chuck fiindcă el câștigă întotdeauna! Numai când astăzi Terence își face apariția! |              |                                                           |                                                 |                                                |                    |
| 21 | 21           | „Hypno Pigs (Porcii Hipnoză)”                             | Kim Helminen                                    | Ian Carney                                     | 3 august 2013      |
| Porcii îl hipnotizează pe Red, dar nu se pot abține la un pic de distracție! |              |                                                           |                                                 |                                                |                    |
| 22 | 22           | „Egg's Day Out (Problemă cu un Ou)”                       | Eric Guaglione                                  | Ian Carney și Ashley Boddy                     | 10 august 2013     |
| Un ou rătăcit își face apariția în Orașul Porcilor, dar știu porcii de el? |              |                                                           |                                                 |                                                |                    |
| 23 | 23           | „Gate Crasher (Spărgătorul de Porți)”                     | Kari Juusonen                                   | Ian Carney                                     | 17 august 2013     |
| Porcii au capturat în cele din urmă ouăle, dar Chuck este determinat să spargă poarta, chiar dacă aceasta înseamnă să-și folosească capul. |              |                                                           |                                                 |                                                |                    |
| 24 | 24           | „Hog Roast (Friptura de Porc)”                            | Chris Sadler                                    | Stuart Kenworthy                               | 24 august 2013     |
| Un lucru este sigur în orașul porcilor: atunci când apelați la serviciul de pompier, veți obține un eșec colosal! |              |                                                           |                                                 |                                                |                    |
| 25 | 25           | „The Bird That Cried Pig (Pasărea care a Păcălit Porcul)” | Kim Helminen                                    | Stuart Kenworthy                               | 31 august 2013     |
| Chuck este gelos că Bomb este câștigătorul stolului, dar va deveni Chuck un erou sau un zero? |              |                                                           |                                                 |                                                |                    |
| 26 | 26           | „Hamshank Redemption”                                     | Kari Juusonen                                   | Stuart Kenworthy                               | 7 septembrie 2013  |
| Un porc prizonier găsește o modalitate de a scăpa de închisoare. Poate el să scape înainte ca gardienii să-l observe? |              |                                                           |                                                 |                                                |                    |
| 27 | 27           | „Green Pig Soup (Supă de Porc Verde)”                     | Kari Juusonen                                   | Glenn Dakin                                    | 14 septembrie 2013 |
| Porcii încercau să se apropie de ouă în grădina Matildei deghizându-se in varză. Dar ei nu se așteptau să fie gătiți! |              |                                                           |                                                 |                                                |                    |
| 28 | 28           | „Catch of the Day (Prinderea Zilei)”                      | Chris Sadler                                    | Les Spink și Chris Sadler                      | 21 septembrie 2013 |
| Porcul cu cască prinde ouăle, dar The Blues îi face o farsă. |              |                                                           |                                                 |                                                |                    |
| 29 | 29           | „Nighty Night Terrence”                                   | Eric Guaglione                                  | Anastasia Heinzl                               | 28 septembrie 2013 |
| Porcii fură ouăle. Dar ele sunt pe pasărea gigantică! Cum vor reuși? |              |                                                           |                                                 |                                                |                    |
| 30 | 30           | „Piggy Wig (Peruca Porcului)”                             | Kim Helminen și Thomas Lepeska                  | Glenn Dakin                                    | 5 octombrie 2013   |
| Regele porc trebuie să poarte o perucă pentru a se intâlni cu Porci foarte importanți. |              |                                                           |                                                 |                                                |                    |
| 31 | 31           | „Pig Plot Potion (Poțiune Complotată de Porc)”            | Thomas Lepeska                                  | Stuart Kenworthy                               | 12 octombrie 2013  |
| Porcul Bucătar îl transformă pe Red într-un porc, dar poțiunea nu va ține așa mult. |              |                                                           |                                                 |                                                |                    |
| 32 | 32           | „Tooth Royal (Dintele Regal)”                             | Kim Helminen                                    | Ian Carney                                     | 19 octombrie 2013  |
| Regele porc are un dinte care îl enervează, așa că porcii fac tot posibilul (folosind dispozitive prostuțe) ca să îl scoată. |              |                                                           |                                                 |                                                |                    |
| 33 | 33           | „Night of the Living Pork (Noaptea Porcului Viu)”         | Kari Juusonen                                   | Anastasia Heinzl                               | 26 octombrie 2013  |
| Regele porc este atacat de zombi care doresc să mănânce ... grămada lui imensă de bomboane! E fără speranță până când ajunge Bubbles! Bubbles știe cum să facă să scape de porci!                                                                     |              |                                                           |                                                 |                                                |                    |
| 34 | 34           | „King of the Castle (Regele Castelului)”                  | Thomas Lepeska                                  | Glenn Dorkin                                   | 2 noiembrie 2013   |
| Regele porc și porcul bucătar se bat într-o competiție de făcut castele de nisip. Cine va câștiga? |              |                                                           |                                                 |                                                |                    |
| 35 | 35           | „Love is in the Air (Iubirea este în Aer)”                | Chris Sadler                                    | Ian Carney                                     | 9 noiembrie 2013   |
| Regelui porc îi cade o varză în cap și se îndrăgostește de ea. Ceilalți cred că e drăguț, dar porcul cu cască e enervat. Își va reveni? |              |                                                           |                                                 |                                                |                    |
| 36 | 36           | „Fired Up (Supraîncălzit)”                                | Lauri Konttori, Janne Roivainen și Kim Helminen | Mikko Polla, Lauri Konttori și Janne Roivainen | 16 noiembrie 2013  |
| Bate vântul și este frig pe platourile de cobalt. Chuck vrea să păstreze ouăle calde, dar Matilda și Red deja au grijă de ele. Frustrat, Chuck decide să încălzească ... vremea! Dar ideea lui interesantă va duce la unele rezultate neașteptate ... |              |                                                           |                                                 |                                                |                    |
| 37 | 37           | „Clash of Corns (Conflicte cu Porumb)”                    | Kari Juusonen                                   | Stuart Kenworthy                               | 23 noiembrie 2013  |
| Bomb vrea să mănânce porumbul Matildei. Ce va face ea? |              |                                                           |                                                 |                                                |                    |
| 38 | 38           | „A Pig's Best Friend (Cel mai Bun Prieten al Porcului)”   | Avgousta Zourelidi                              | Richard Preddy                                 | 30 noiembrie 2013  |
| Porcii îi oferă regelui porc o pasăre albastră. Este distractiv pentru pasăre, dar regelui porc nu-i place! |              |                                                           |                                                 |                                                |                    |
| 39 | 39           | „Slumber Mill (Nu mai Dorm)”                              | Avgousta Zourelidi                              | Richard Preddy                                 | 7 decembrie 2013   |
| Un drum este construit pe casa unui porc. Este enervant pentru el, deoarece el nu mai poate dormi! El riscă să piardă locul de muncă - deci ce va face?                                                                                               |              |                                                           |                                                 |                                                |                    |
| 40 | 40           | „Zdrăngănit și țipat”                                     |                                                 |                                                |                    |
| Este Crăciun și regele porc așteaptă ouă sub bradul de Craciun!Porcul cu cască se preface că este Moș Crăciun și cu porcii ca renii lui. Dar vor cunoaște The Blues farsa în timp?                                                                    |              |                                                           |                                                 |                                                |                    |
| 41 | 41           | „El porkador”                                             |                                                 |                                                |                    |
| Porcii trimit un porc imens (împingându-l pe o roabă) spre cuib. Păsările par lipsite de apărare împotriva lui. Până când Terence ajunge! |              |                                                           |                                                 |                                                |                    |
| 42 | 42           | „Sughiț”                                                  |                                                 |                                                |                    |
| Blues au sughiț. Celelalte păsări încercă să-i oprească, dar devine mai rău |              |                                                           |                                                 |                                                |                    |
| 43 | 43           | „Efectul fluture”                                         |                                                 |                                                |                    |
| Matilda admiră un fluture. Porcii au ideea de a crea un fluture replica pentru a distrage atenția Matildei de la cuib ... |              |                                                           |                                                 |                                                |                    |
| 44 | 44           | „Hambo”                                                   |                                                 |                                                |                    |
| Porcii trimit un porc să fure ouăle. Dar el e mai enervant decât au crezut ... |              |                                                           |                                                 |                                                |                    |
| 45 | 45           | „Pasărea bolnavă”                                         |                                                 |                                                |                    |
| Păsările sunt bolnave cu gripă! Este o mare șansă pentru porcii pentru a lua ouăle - în cazul în care nu se îmbolnăvesc și ei! |              |                                                           |                                                 |                                                |                    |
| 46 | 46           | „Porcii din adâncuri”                                     |                                                 |                                                |                    |
| Doi Porci pretind a fi rechini să-i sperie pe ceilalți. Dar porcul maestru vrea răzbunare. |              |                                                           |                                                 |                                                |                    |
| 47 | 47           | „Oh pitic!”                                               |                                                 |                                                |                    |
| Chuck oferă un pitic Matildei ca un cadou. Din păcate, se pare că e într-adevăr înfricoșător pentru ea și încearcă să scape de el, fără ca Chuck să vadă.                                                                                             |              |                                                           |                                                 |                                                |                    |
| 48 | 48           |                                                           |                                                 |                                                |                    |
| 49 | 49           |                                                           |                                                 |                                                |                    |
| 50 | 50           |                                                           |                                                 |                                                |                    |
| 51 | 51           |                                                           |                                                 |                                                |                    |
| 52 | 52           |                                                           |                                                 |                                                |                    |

45. 45. Pasărea bolnavă
Păsările sunt bolnavi cu gripă! Este o mare șansă pentru porcii pentru a lua ouăle - în cazul în care nu se îmbolnăvesc și ei!
46. 46. Porcii din adâncuri
Doi Porci pretind a fi rechini să-i sperie pe ceilalți. Dar porcul maistru vrea răzbunare.
47. 47. Oh pitic!
Chuck oferă un pitic Matildei ca un cadou. Din păcate, se pare că e într-adevăr înfricoșător pentru ea și încearcă să scape de el, fără ca Chuck să vadă.
48. 48. Tufa de trandafir
Blues îi cer lui Bomb să facă explozii mari, deoarece ei cred că este foarte amuzant, dar ei exagereaza și distrug accidental tufa preferată a Matildei.
49. 49. Armistițiul
Porcul Bucătar vrea să facă un armistițiu cu păsările, așa că le prezintă un picnic delicios ca o ofertă de pace. Este bucătarul complet sincer sau are el ochii pe altceva?
50. 50. Operațiunea Operă
Matilda întâlnește o frumoasă pasăre de tip Pavarotti și este încântată de cântatul și dansul lui. Dar ea nu știe că este o pasăre falsă, și, de fapt, porcii se ascund în interiorul lui! Matilda își va da seama ce se întâmplă înainte ca ceilalți porci să ajungă la ouă.
51. 51. Aruncat afară
Cele mai recente nebunii ale lui Chuck sunt de karate: distrugi lucrurile în două! Dar practicarea sa se apropie prea mult de ouă, și păsările trebuie să-l alunge din stol!
52. 52. Bomb e treaz
Bomb este somnambul ... și ia ouăle cu el pe drum și stânci foarte periculoase. Și, desigur, Blues, nu-l pot trezi pentru că e periculos!

### Sezonul 2 (2014 - 2015)
| # | Titlu                                    | Difuzare          |
| --- | ---------------------------------------- | ----------------- |
| 1 | „Treasure Hunt (Vânătoarea de Comori)”   | 19 octombrie 2014 |
| X marchează locul! Regele porc trimite cei mai buni porci ai lui pentru a prelua o comoară îngropată. Desigur, atunci când sunt implicați porcii, nimic nu este simplu.                                                     |                                          |                   |
| 2 | „Sweets of Doom”                         | 26 octombrie 2014 |
| Nimeni nu intervine între Bubbles și bomboana sa. Nici măcar Regele porc! Dar este ceva dubios cu privire la aceste dulciuri.                                                                                               |                                          |                   |
| 3 | „Party Ahoy”                             | 2 noiembrie 2014  |
| O petrecere masivă a porcilor face ravagii pe o insulă indepartată, dar regele porc a fost lăsat în urmă! Din fericire, porcul mustăcios este acolo pentru a îl ajuta! Ei bine, poate că norocul nu este cuvântul potrivit. |                                          |                   |
| 4 | „Hide and Seek (V-ați Ascunselea)”       | 9 noiembrie 2014  |
| De fapt puțin cunoscut, Chuck este un campion la jocul "de-a v-ați ascunselea". Cu toate acestea, uneori când se ascunde poate fi un pic prea bun.                                                                          |                                          |                   |
| 5 | „Sink or Swim (Ne Scufundăm sau Înotăm)” | 16 noiembrie 2014 |
| Este vorba de timp pentru Red pentru a învăța cum să înoate, dar este prea încăpățânat să accepte ajutor de la prietenii lui!                                                                                               |                                          |                   |
| 6 | „Super Bomb!”                            | 23 noiembrie 2014 |
| Bomb salvează! Dragostea lui Bomb pentru super-eroii clasici inspiră o nouă alegere și o nevoie de a salva totul pe insula Piggy! Dar fiecare super-erou are o slăbiciune...                                                |                                          |                   |
| 7 | „Just So (Doar așa)”                     | 30 noiembrie 2014 |
| Tot ce vrea Red este ca ouăle să aibă un mediu perfect unde se pot incuba în pace. E prea mult pentru a cere? |                                          |                   |
| 8 | „The Miracle Of Life (Miracolul Vieții)” | 7 decembrie 2014  |
| Porcii îi răpesc pe Red și Chuck și îi forțează să facă un ou. Stai, ce? Ei într-adevăr nu pot fi atât de proști, nu? Nu răspunde ...                                                                                       |                                          |                   |
| 9 | „Cave Pig (Porcul Peșterii)”             | 14 decembrie 2014 |
| Porcii descoperă un porc al peșterii intr-un bloc de gheață. Absolut nimic rău nu se va întâmpla în cazul în care aceștia îl țin la temperatura unei camere?                                                                |                                          |                   |
| 10 | „Joy to the Pigs (Bucuria Porcilor)”     | 21 decembrie 2014 |
| El știe când dormi. El știe când ești treaz. El știe dacă ai fost rău sau bun - DECI FI BUN PENTRU NUMELE LUI DUMNEZEU! |                                          |                   |
| 11 | „Dogzilla”                               | 28 decembrie 2014 |
| Orașul porcilor este atacat de o bestie păroasă de temut! Să sune alarma! Asigurați perimetrul! Ia hârtia igienică! Știi că avem nevoie de ea!                                                                              |                                          |                   |
| 12 | „Boulder Bro”                            | 4 ianuarie 2015   |
| 13 | „Chuckmania”                             | 11 ianuarie 2015  |

66. 14. Not Without My Helmet (Nu Fără Casca Mea)
67. 15. Mona Litha
68. 16. Sir Bomb of Hamelot
69. 17. Bearded Ambition
70. 18. Cold Justice
71. 19. Slow The Chuck Down
72. 20. Brutal vs. Brutal
73. 21. Eating Out
74. 22. The Great Eggscape
75. 23. Sleep Like a Hog (Dormi ca un Porc)
76. 24. Bombina
77. 25. Pig Possessed (Porc Posedat)
78. 26. Epic Sax-Off

### Sezonul 3 (2015 - 2016)
| Nr. în serial | Nr. în sezon | Titlu                  | Regizat de                                                | Compus de                               | Difuzare originală |
| ------------- | ------------ | ---------------------- | --------------------------------------------------------- | --------------------------------------- | ------------------ |
| 79            | 1            | „Royal Heist”          | Juanma Sanchez Cervantes                                  | Mike De Seve, Mike Setaro și Joe Vitale | 1 octombrie 2015   |
| 80            | 2            | „Bad Hair Day”         | Eric Bastier                                              | Glenn Dakin                             | 1 octombrie 2015   |
| 81            | 3            | „Golditrotters”        | Tatu Pohjavirta, Eric Bastier și Juanma Sanchez Cervantes | Ian Carney                              | 1 octombrie 2015   |
| 82            | 4            | „A Fistful Of Cabbage” | Tatu Pohjavirta and Thomas Lepeska                        | Joe Vitale                              | 16 octombrie 2015  |
| 83            | 5            | „Porcula”              | Juanma Sanchez Cervantes                                  | Javier Valdez                           | 23 octombrie 2015  |
| 84            | 6            | „Didgeridork”          | Thomas Lepeska                                            | Dave Benjoya and Mike De Seve           | 23 octombrie 2015  |